# The Shrike

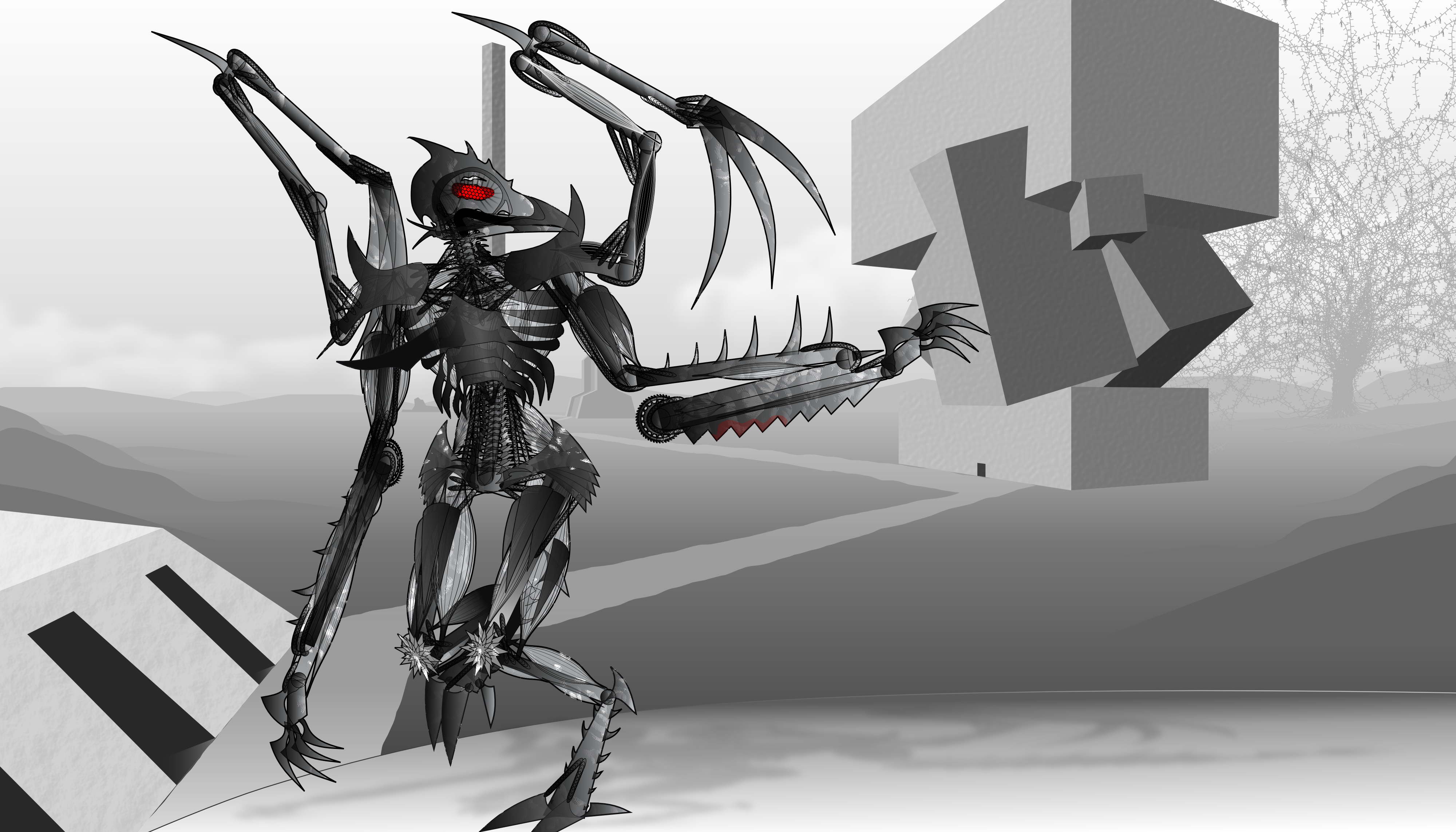
The Shrike

The Shrike este un personaj din seria Hyperion Cantos de Dan Simmons, monstrul și anti-eroul seriei. 
Shrike apare în toate cărțile seriei Hyperion și este mai mult decât o enigmă; adevăratul său scop nu este revelat până în a doua carte, dar chiar și atunci este prezentat doar un scop maleabil. De fapt, această explicație este schimbată în mod semnificativ în ultimele două cărți (duologia Raul Endymion). Shrike pare să acționeze în mod autonom cât și ca un slujitor al unei forțe necunoscute sau al unei entități. În primele două cărți Hyperion, există doar în zona din jurul Time Tombs de pe planeta Hyperion. În ultimele două cărți, acționează efectiv nestingherită. 
Este cunoscut pentru faptul că trage oamenii în țeapă pe un uriaș copac metalic, ale cărui ramuri sunt spini gigantici. A primit numele de la pasărea omonimă (sfrâncioc în limba română), care își înfige victimele, insecte și animale mici, în spinii unui copac.
Este o ființă organică, metalică, asemănătoare omului, cu patru brațe, care poate călători după voie în spațiu și timp, fiind responsabilă pentru moartea a milioane de oameni. A fost creat de Inteligența Finală a IA-urilor și trimisă înapoi în timp pentru a căuta Empatia, o fațetă a Inteligenței Finale apărută în sânul omenirii.